# Hell in a Cell 2009
Hell in a Cell 2009 è stata la prima edizione dell'omonimo evento in pay-per-view prodotto dalla WWE. L'evento si è svolto il 4 ottobre 2009 al Prudential Center di Newark nel New Jersey.
Questo evento sostituisce No Mercy.. La particolarità dell'evento è quella di proporre come Main Event esclusivamente Hell in a Cell (Come suggerisce il titolo dell'evento), vale a dire Match nella gabbia. Il nome dell'evento è stato scelto dai fan nel sito ufficiale della WWE. La colonna sonora ufficiale dell'evento è Monster di Skillet.

## Storyline

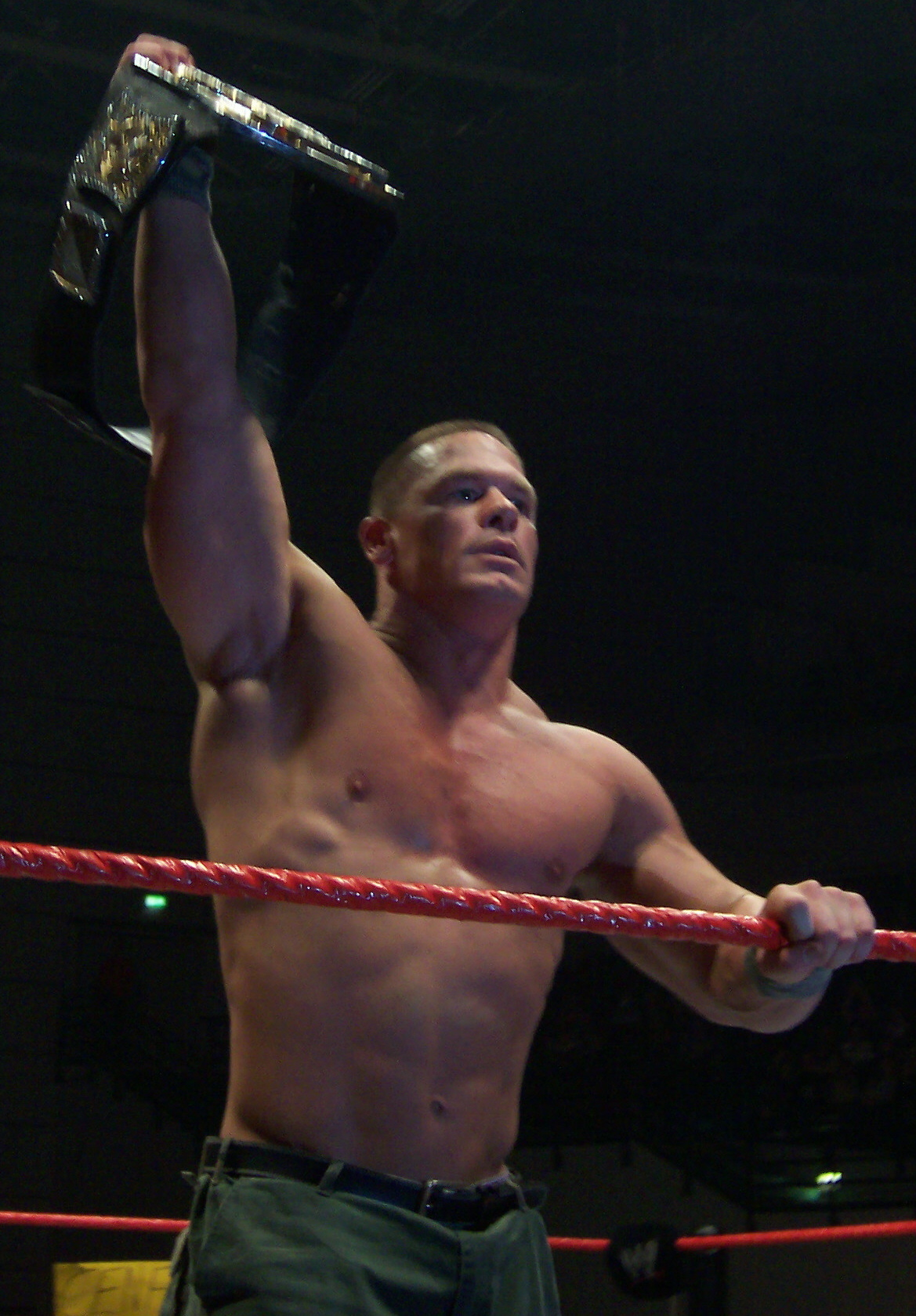
John Cena, che affrontò Randy Orton in un Hell in a Cell match con in palio il WWE Championship

Il 13 settembre, a Breaking Point, John Cena sconfisse il campione Randy Orton in un "I Quit match", conquistando così il WWE Championship per la quarta volta. Nella puntata di Raw del 14 settembre la General Manager della serata, Trish Stratus, sancì un Hell in a Cell match tra Cena e Orton con in palio il titolo per Hell in a Cell.
A Breaking Point, CM Punk difese con successo il World Heavyweight Championship contro The Undertaker in un Submission match dopo un finale controverso: nonostante The Undertaker vinse l'incontro grazie alla sua Hell's Gate, il General Manager di SmackDown, Theodore Long, dopo aver dichiarato che la presa era stato vietata tempo addietro da Vickie Guerrero, fece prima ripartire il match per poi farlo immediatamente terminare dopo che Punk aveva applicato l'Anaconda Vise su The Undertaker, il quale perse dunque l'incontro nonostante non abbia mai veramente ceduto. Nella puntata di SmackDown del 18 settembre The Undertaker rapì Long dentro la sua limousine, costringendolo a rendere di nuovo legale la Hell's Gate. Un Hell in a Cell match tra Punk e The Undertaker con in palio il World Heavyweight Championship fu poi annunciato per Hell in a Cell.
A Breaking Point, la Legacy sconfisse la D-Generation X in un Submissions Count Anywhere match, vendicando così la sconfitta patita a SummerSlam. Dopo un ulteriore confronto fra le due squadre, fu sancito un Hell in a Cell match tra la DX e la Legacy per Hell in a Cell.
Nella puntata di Superstars del 27 agosto Dolph Ziggler vinse un Triple Threat match che includeva anche Mike Knox e Finlay, diventando così il contendente n°1 dell'Intercontinental Champion Rey Mysterio. Nella puntata di SmackDown del 4 settembre Mysterio perse tuttavia il titolo in favore di John Morrison, che diventò quindi il nuovo campione intercontinentale. Un match tra Morrison e Ziggler, originariamente previsto per Breaking Point, con in palio l'Intercontinental Championship fu poi annunciato per Hell in a Cell.
Nella puntata di Raw del 14 settembre Batista fece il suo ritorno dopo quattro mesi d'inattività per infortunio, annunciando il suo passaggio nel roster di SmackDown. Nella puntata di SmackDown del 18 settembre Batista entrò subito in conflitto con gli Unified WWE Tag Team Champions, i Jeri-Show (Chris Jericho e Big Show). Dopo vari confronti con Jericho e Big Show, Batista annunciò che li avrebbe affrontati a Hell in a Cell in un incontro con in palio il loro Unified WWE Tag Team Championship, e scelse come partner il rientrante Rey Mysterio.
Nella puntata di SmackDown del 28 agosto il debuttante Drew McIntyre attaccò brutalmente R-Truth, colpendolo con la Future Shock DDT prima che iniziasse il loro incontro. Nella puntata di SmackDown del 25 settembre, dopo continue vicissitudini tra i due, R-Truth si vendicò attaccando McIntyre. Un match tra i due fu poi sancito per Hell in a Cell.
Nella puntata di Raw del 14 settembre Alicia Fox sconfisse Gail Kim, diventando così la contendente n°1 della Divas Champion Mickie James. Un match tra Mickie e Alicia con in palio il Divas Championship fu poi annunciato per Hell in a Cell.
Nella puntata di Raw del 14 settembre The Miz e Jack Swagger sconfissero Evan Bourne e lo United States Champion Kofi Kingston; con The Miz che rivendicò poi un altro incontro per il titolo di Kingston dopo che questi lo aveva sconfitto a Breaking Point. Nella puntata di Raw del 21 settembre, dopo che aveva difeso con successo il titolo contro Swagger per count-out, fu sancito un Triple Threat match tra Kingston, Swagger e The Miz con in palio lo United States Championship per Hell in a Cell.

## Risultati
| #    | Incontri                                                             | Stipulazioni                                               | Durata |
| ---- | -------------------------------------------------------------------- | ---------------------------------------------------------- | ------ |
| Dark | Matt Hardy ha sconfitto Mike Knox                                    | Single match                                               | 06:00  |
| 1    | The Undertaker ha sconfitto CM Punk (c)                              | Hell in a cell match per il World Heavyweight Championship | 10:24  |
| 2    | John Morrison (c) ha sconfitto Dolph Ziggler                         | Single match per il WWE Intercontinental Championship      | 15:41  |
| 3    | Mickie James (c) ha sconfitto Alicia Fox                             | Single match per il WWE Divas Championship                 | 05:20  |
| 4    | Big Show e Chris Jericho (c) hanno sconfitto Batista e Rey Mysterio  | Tag team match per lo Unified WWE Tag Team Championship    | 13:41  |
| 5    | Randy Orton ha sconfitto John Cena (c)                               | Hell in a cell match per il WWE Championship               | 21:24  |
| 6    | Drew McIntyre ha sconfitto R-Truth                                   | Single match                                               | 04:38  |
| 7    | Kofi Kingston (c) ha sconfitto Jack Swagger e The Miz                | Triple threat match per il WWE United States Championship  | 07:53  |
| 8    | Shawn Michaels e Triple H ha sconfitto Cody Rhodes e Ted DiBiase Jr. | Hell in a cell tag team match                              | 17:54  |